# オネシュティ
オネシュティ（ルーマニア語: Oneşti）は、ルーマニアのバカウ県にある都市。タズラウ＝カシン低地の海抜175m地点に位置し、人口は5万1681人。行政上はスロボジアとボルゼシュティの各村もオネシュティの管轄となる。現在ボルゼシュティ教会が建てられている場所でモルドヴァ公シュテファン3世は誕生した。

## 歴史
街は1458年12月14日に村として建設され、モルドヴァ公シュテファン3世の娘のオアナという人物にちなみ名付けられた。1965年3月に共産党指導者のゲオルゲ・ゲオルギュ＝デジが死ぬと、そのままゲオルゲ・ゲオルギュ＝デジに改称されたが1990年に元に戻された。

## 文化
ほとんどの住民はルーマニア正教会を信仰している。街の守護聖人はミラのニコラオスで、毎年12月6日は聖ニコラオスの日となっている。

## ゆかりの人物
- ミハイ・アスラーン - 軍人
- ナディア・コマネチ - 体操選手
- ロレダナ・グローザ - 歌手